# 湯村温泉 (兵庫県)
湯村温泉（ゆむらおんせん）は、兵庫県美方郡新温泉町大字湯（旧温泉町、旧但馬国）にある温泉。山陰東部の山峡にある閑静な湯治場で、開湯は平安時代初期の848年で長い歴史を持つ。「湯けむりの郷」と称し、また1981年のNHKドラマ『夢千代日記』のロケ地としてその風情が全国に知られるようになり、以来「夢千代の里」とも称する。

## 泉質
- 荒湯の泉質
  - ナトリウム - 炭酸水素塩・塩化物・硫酸塩泉[2]（低張性、弱アルカリ性高温泉）
  - 源泉温度 98 ℃（日本一）
  - 湧出量 毎分470リットル
- 総源泉数60、総湧出量毎分2,300リットル。余った分は川へも流れるので、冬には川から湯煙が立つこともある。美人の湯として名高い（メタケイ酸192.5ミリグラム）。

## 温泉街

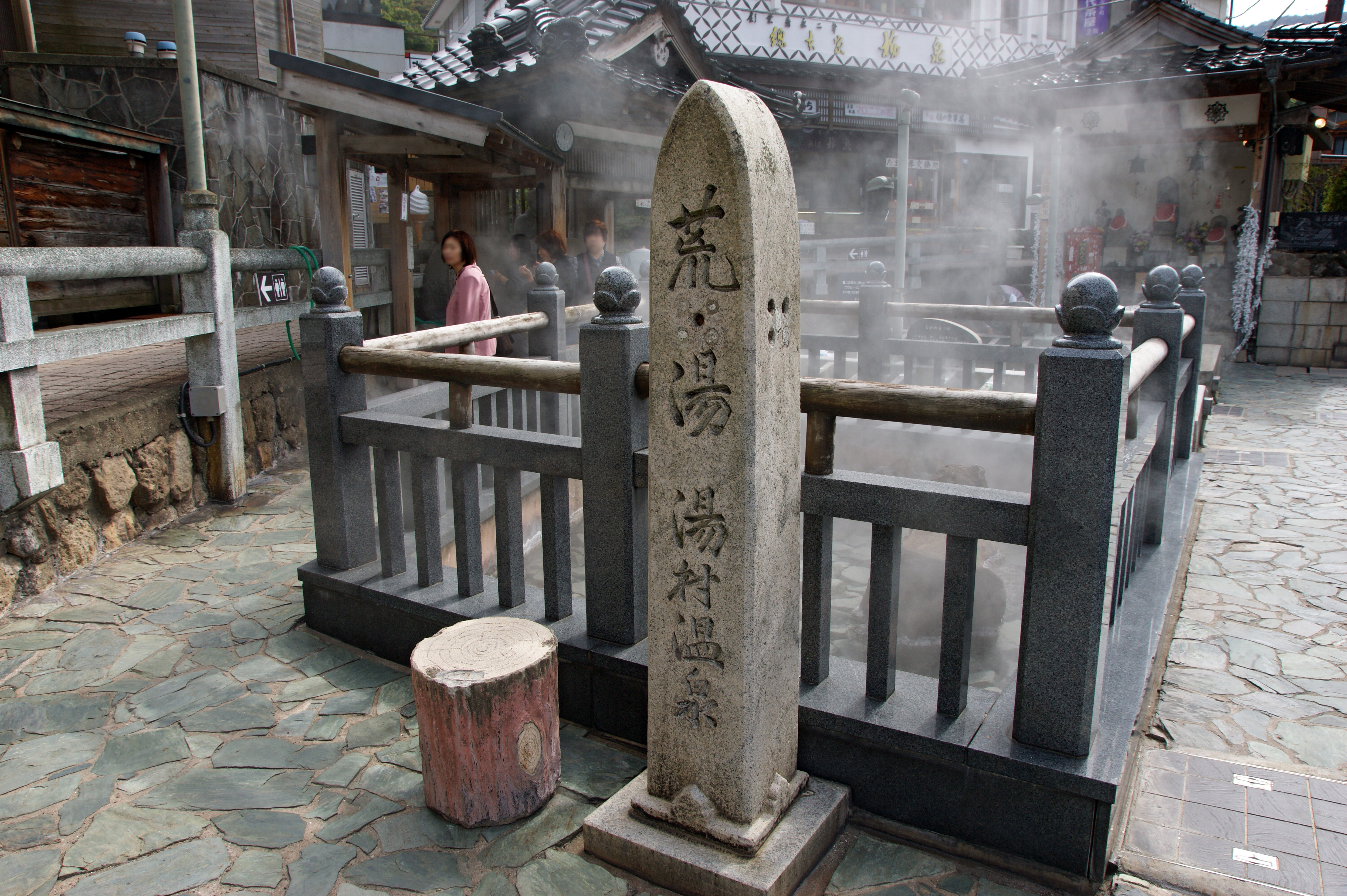
荒湯

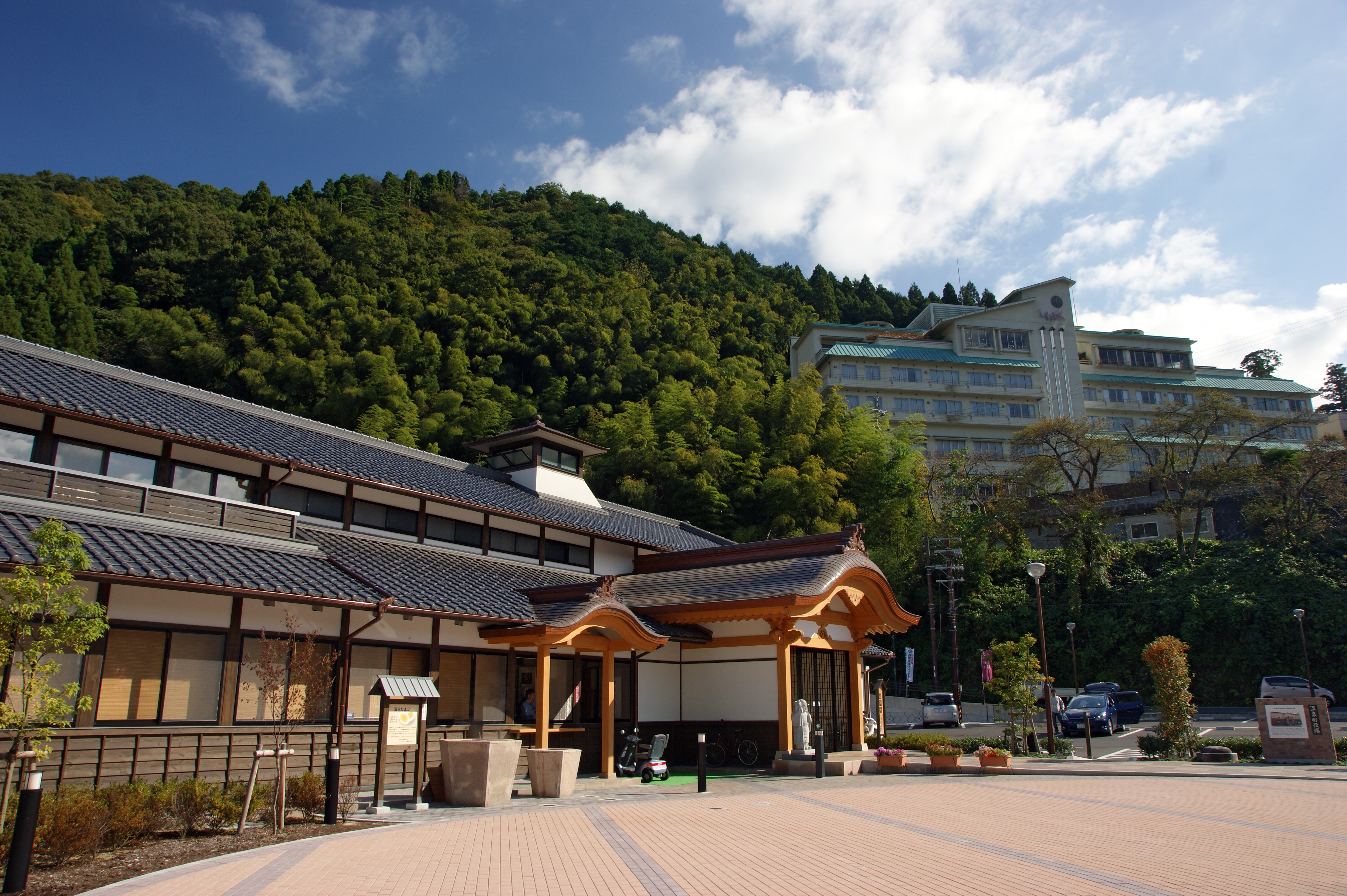
薬師湯

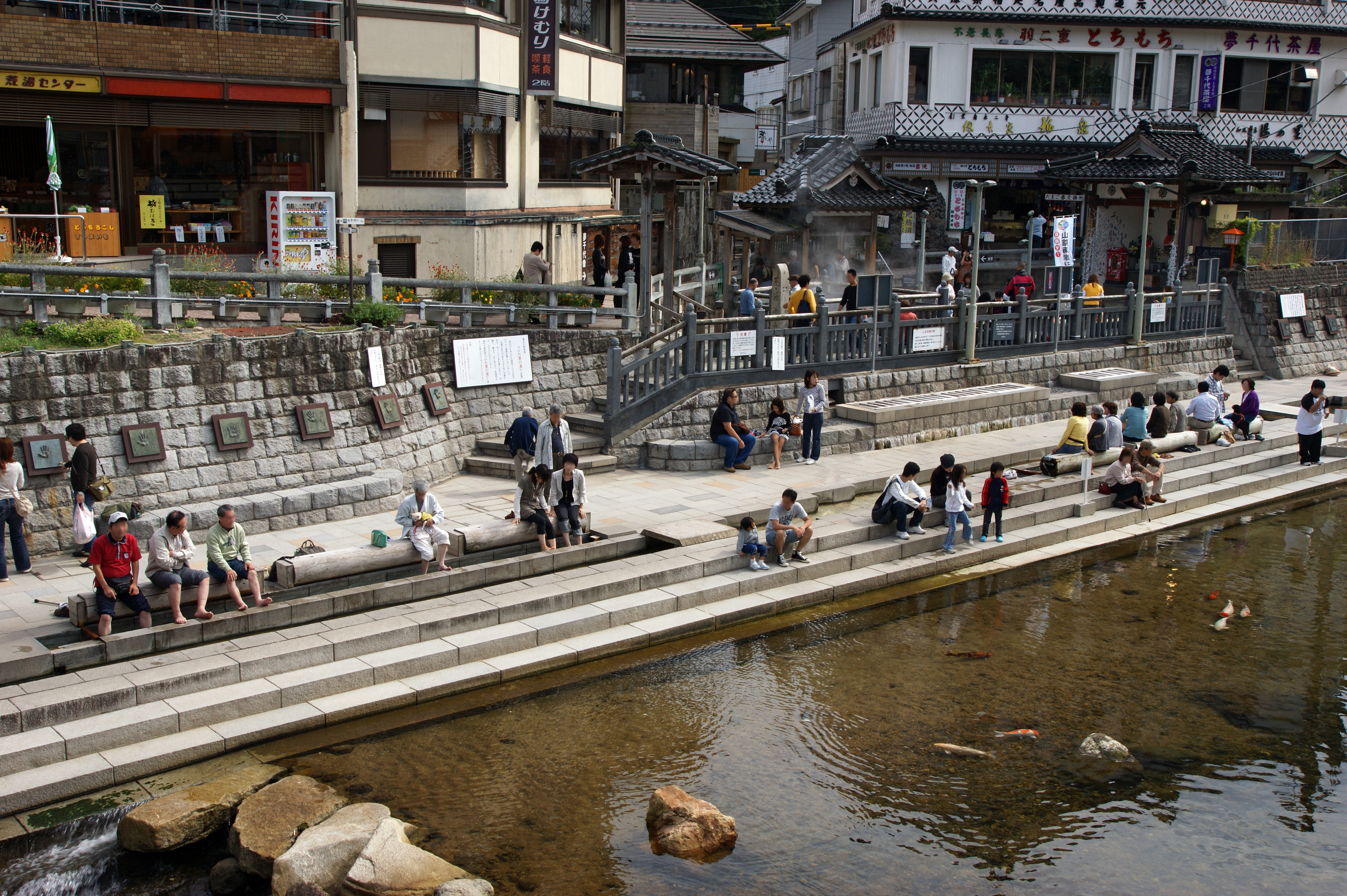
春来川とふれ愛の湯

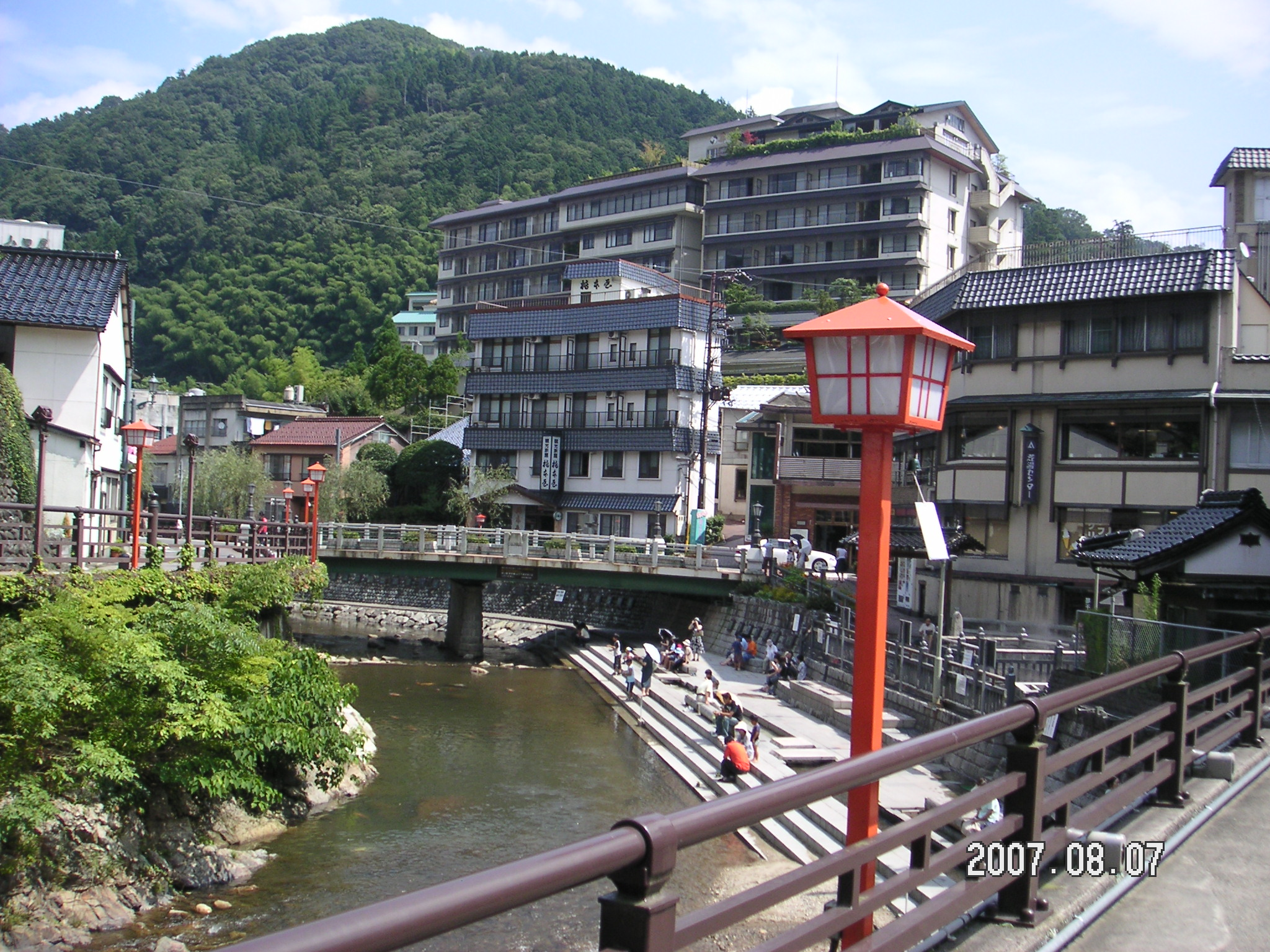
春来川と温泉街

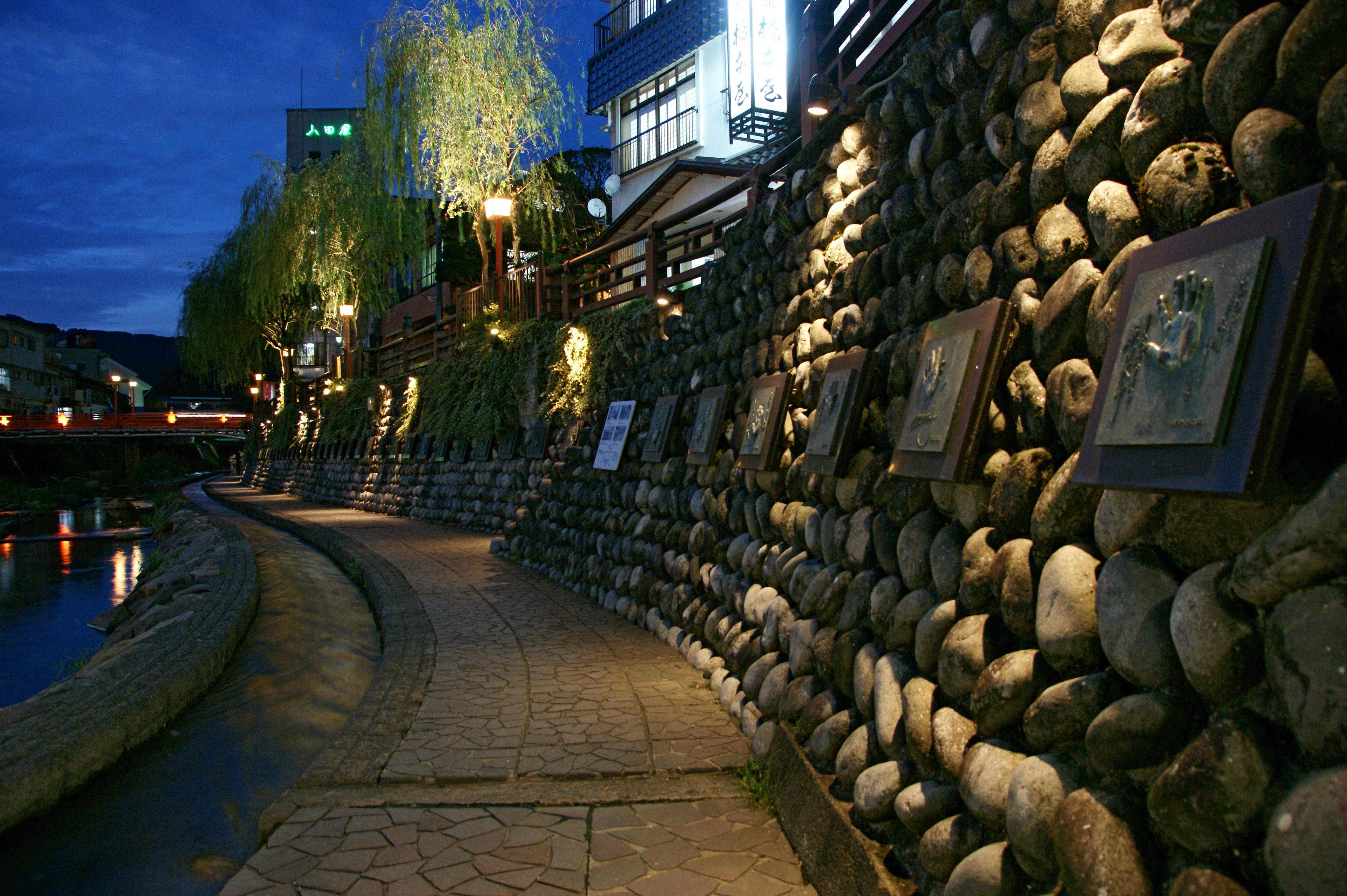
春来川畔、ライトアップ湯村

荒湯という高温の噴出泉が中心部にあり、春来川を中心に温泉街となっている。ホテル・旅館は24軒程度であるが、2軒が定員500名クラスの大型ホテルなので、大きな温泉街の部類に入る。2018年時点では20軒程度で500人収容は1軒のみ。1981年にテレビドラマ『夢千代日記』が放映された直後から宿泊客数が増加し、ピーク時には30数万人の来客があった。その後、景気低迷などの影響を受けて次第に減少し、2007年度には20万人を割り込んだものの、2011年に破綻した三好屋グランドホテル（江戸時代末期創業、250人収容）を湯快リゾート（本社：京都市）が買取り、2012年の宿泊客数は前年同期の約130％増の約14万人となり、増加傾向となった。
旧町名が温泉町、大字名が「湯」であるほど温泉への依存度は強い。温泉病院という名称の病院や、町立温泉小学校と言う学校もある。
荒湯はゆで卵や野菜などを茹でたりできる98 ℃の熱泉で、周辺の側溝からは湯気が出ており、特に冬の夜は川床からも湯煙があがり温泉情緒を醸し出している。

### 施設・旧所名跡
- リフレッシュパークゆむら：自然の中にあり、露天風呂では森林浴と温泉浴、日光浴を楽しむことができる。13種類の風呂、温水プールがある温泉リゾート施設。
- 湯村大根物語「ふれ愛の湯」：74人が同時に入れるとされる公衆足湯。
- アオギリの湯：足湯。夢千代館の裏、春来川岸にある。
- 薬師湯：外湯。2008年に荒湯近くから夢千代館（後述）の春来川対岸に移転した。温泉の温水を利用した熱電発電による給電を行なうジオコンセントが2012年より設置されている。
- ふれあい手形散歩道：春来川沿いの遊歩道の石垣に、来訪した吉永小百合をはじめとする芸能人や文化人の手形が残されている。
- 清正公園
- 正福寺：848年創建。正福寺桜と熊谷直義ゆかりの寺
- 薬師堂：878年創建（現在の堂は江戸時代の再建）。温泉を発見した円仁（慈覚大師）を奉る。
- 大師堂
- 八幡神社
- 杜氏館 - 但馬杜氏の酒造りを紹介する資料館。
- 夢千代館：『夢千代日記』の物語と、舞台となった昭和20〜30年代の湯村温泉をジオラマなどで紹介する施設。
- 夢千代の銅像：吉永小百合をイメージして、荒湯の向かいに建立されている[1]。

### イベント

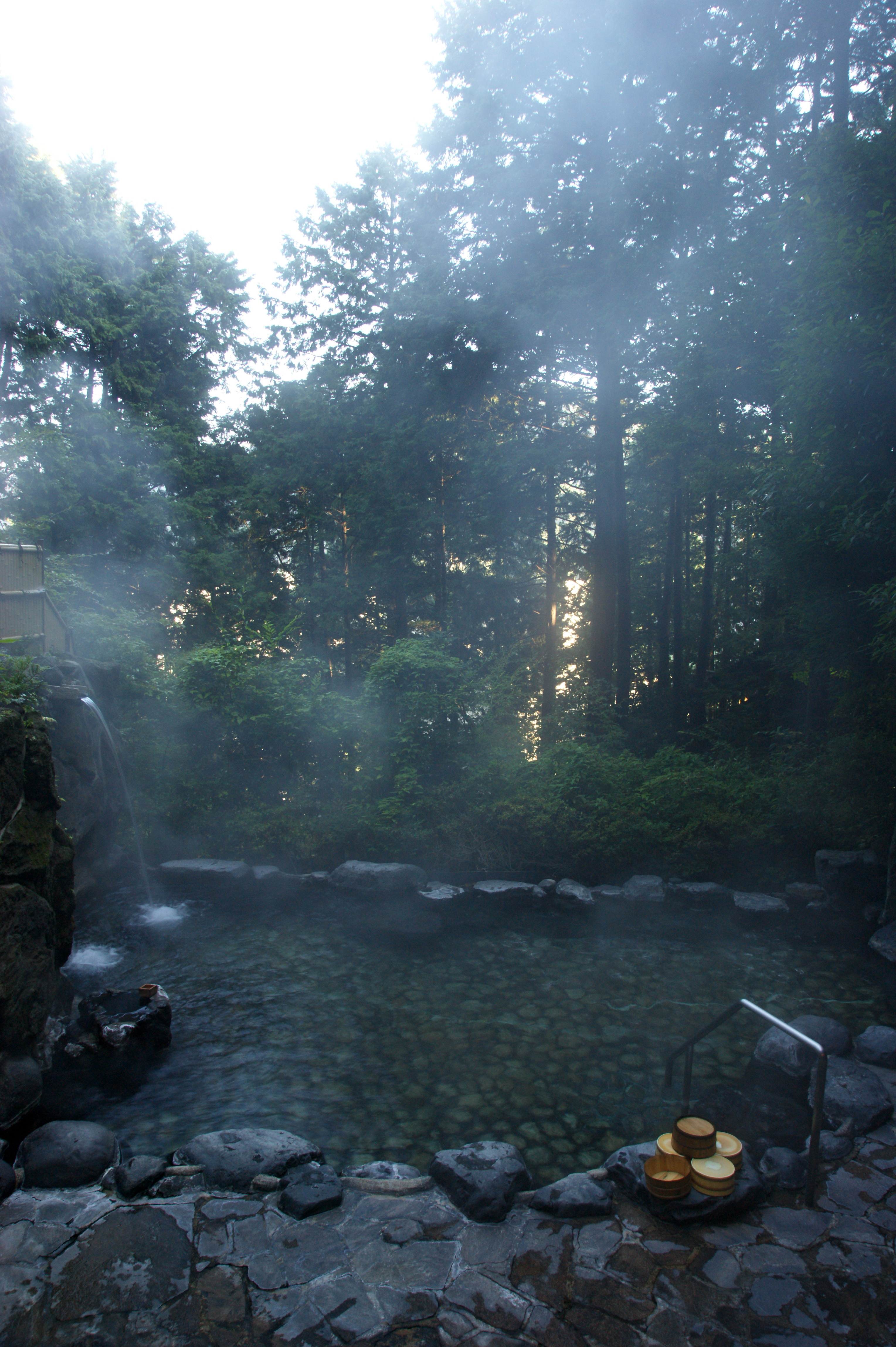
恵比寿天「金運の湯」（森林露天風呂「伏龍の湯」）

- 湯村の火祭り：新温泉町指定無形民俗文化財。江戸時代からの祭りで、毎年8月に春来川で開催。
- 全日本かくれんぼ大会
- ライトアップ湯村
照明デザイナーの石井幹子によるライトアップ芸術。温泉街の中心を流れる春来川と荒湯の周辺を毎日日没から22時まで実施される。

- 七福神湯めぐり
「湯めぐり札」を購入することで、指定の内湯や外湯に入ることができる。七福神各々の像が湯ごとに用意されている。
対象の施設：毘沙門天「勝利の湯」 - 福禄寿「幸福の湯」（展望露天風呂「天神の湯」） - 弁財天「美人の湯」 - 大黒天「結びの湯」（庭園風大露天風呂「織姫」「彦星」） - 恵比寿天「金運の湯」（森林露天風呂「伏龍の湯」） - 寿老人「長寿の湯」（「長寿大岩風呂」「展望桧風呂」） - 布袋尊者「和合の湯」（露天風呂「やまの湯」「かわの湯」）

### 芭蕉句碑
松尾芭蕉の「今日ばかり 人も年よれ 初しぐれ」という句碑が1832年（天保3年）、薬師堂境内に森田因山によって建立されている。長年の風雪で文字が読み取りにくくなっている。

### 周辺
- 霧ヶ滝渓谷
- 小又川渓谷
- 赤滝渓谷
- 但馬御火浦
- 浜坂温泉郷
  - 七釜温泉
  - 浜坂温泉 - 以命亭、加藤文太郎記念図書館、浜坂県民サンビーチ
  - 二日市温泉
- 兵庫県立但馬牧場公園

## 歴史
- 848年 - 円仁（慈覚大師）による開湯とされる。
- 1981年 - NHKドラマ『夢千代日記』のロケ地となる。
- 2001年 - 日本最大（当時）の足湯「ふれ愛の湯」がオープン。
- 2006年 - 温泉街が兵庫県の景観形成地区に指定される。
- 2008年 - 湯村温泉公式ポータルサイト[6]がオープン。

## アクセス

### 公共交通機関

#### 鉄道＋路線バス
- JR西日本山陰本線
  - 浜坂駅から新温泉町民バス（夢つばめ）で25分（300円）
  - 夢但馬周遊バス「たじまわる」を7月から11月の土曜・日曜・祝日に全但バスが運行[7]
    - 「たじまわる」5号 湯村温泉〜但馬牧場公園〜湯村温泉〜浜坂駅〜山陰海岸ジオパーク館〜道の駅あまるべ〜香住駅

  - 八鹿駅から全但バスで75分
  - 鳥取駅南口から全但バス湯村温泉鳥取空港線で75分、1200円（2021年11月20日から2022年2月20日まで運行）[8]。2021年3月までは、日本交通バスが同区間にゆめぐりエクスプレス（60分、1100円）を運行していた[9]。

#### 高速バス
- 大阪・神戸から全但特急バスで湯村温泉下車

#### 飛行機＋バス
鳥取空港から鳥取駅方面行きバスに乗車して鳥取駅経由。または全但バス湯村温泉鳥取空港線で60分、1200円（2021年11月20日から2022年2月20日まで運行）。

### 自家用車
北近畿豊岡自動車道八鹿氷ノ山インターチェンジより国道9号経由

## 温泉むすめ
株式会社エンバウンドが展開するクロスメディアプロジェクト「温泉むすめ」では、2018年に湯村温泉をモチーフにした「湯村 千代」のキャラクターを登場させた。日本でも屈指の高温源泉である荒湯にちなみ、ハイテンションな芸人アイドルという設定を持つ。2017年のプロジェクト開始当初は湯村に温泉むすめはおらず、温泉街の活気の衰えと高齢化を憂慮した旅館の跡取りからの働きかけによりキャラクターが誕生する運びとなった。温泉地からのオファーで生まれた温泉むすめは、湯村千代が初となる。
新温泉町では、2019年9月6に湯村千代を観光大使、担当声優の高木美佑を特別観光大使に任命した。